# Rally Cycling (Frauenteam)/Saison 2016
Dieser Artikel beschreibt die Mannschaft und die Siege des Frauenradsportteams Rally Cycling in der Saison 2016.

## Mannschaft
| Teamkader 2016      | Teamkader 2016     | Teamkader 2016     | Teamkader 2016                    |
| Name                | Geburtsdatum       | Land               | Vorheriges Team                   |
| ------------------- | ------------------ | ------------------ | --------------------------------- |
| Erica Allar         | 5. November 1985   | Vereinigte Staaten | Colavita–Fine Cooking (2015)      |
| Elle Anderson       | 29. März 1988      | Vereinigte Staaten | BMW p/b Happy Tooth Dental (2015) |
| Heather Fischer     | 28. November 1988  | Vereinigte Staaten | Matrix Fitness Pro Cycling (2015) |
| Jasmin Duehring     | 8. Juli 1992       | Kanada             | Tibco-To the Top (2014)           |
| Kirsti Lay          | 7. April 1988      | Kanada             | SAS-Mazda-Macogep (2015)          |
| Katherine Maine     | 22. November 1997  | Kanada             |                                   |
| Catherine Ouellette | 16. Mai 1996       | Kanada             |                                   |
| Sara Poidevin       | 7. Mai 1996        | Kanada             |                                   |
| Jessica Prinner     | 26. September 1992 | Vereinigte Staaten | Colavita–Fine Cooking (2015)      |
| Hannah Ross         | 28. Januar 1990    | Vereinigte Staaten |                                   |
| Emma White          | 23. August 1997    | Vereinigte Staaten |                                   |
|                     |                    |                    |                                   |
| Quelle: UCI         |                    |                    |                                   |

## Siege
| Siege | Siege  | Siege | Siege  | Siege    | Siege |
| Datum | Rennen | Staat | Klasse | Siegerin |       |
| ----- | ------ | ----- | ------ | -------- | ----- |